# Novell
 (21 mars 2022).
Ne doit pas être confondu avec Novel.
Pour l’article homonyme, voir Xavier Novell.
Novell est un éditeur de logiciel réputé pour son système d'exploitation réseau NetWare lancé en 1983 pour la plate-forme PC (auparavant la société s'appelait Novell Data Systems et produisait des micro-ordinateurs vendus avec le système d'exploitation CP/M).
Avant 2010, date de son rachat par Attachmate, la société était cotée au NASDAQ sous le code NOVL.
La société est à nouveau rachetée en 2014 par l'entreprise Micro Focus.

## Historique
Depuis le début de son existence, la société opère des fusions, acquisitions et reventes d'autres entreprises ayant une activité complémentaire ; quelques exemples parmi les plus significatifs :
- 1991 : fusion avec Digital Research, éditeur du système d'exploitation DR-DOS
- 1993 : acquisition de Unix System Laboratories, éditeur d'UNIX system V
- 1994 : fusion avec WordPerfect Corporation[5]

En 1996, Novell revend WordPerfect à Corel pour 115 millions de dollars.
- 1996 : revente partielle de Unix System Laboratories à SCO
- 2001 : fusion avec Cambridge Technology Partners (cabinet de conseil)
- 2003 : acquisition de Ximian, éditeur de Mono et Ximian Desktop, un environnement graphique basé sur GNOME.
- 2003 : acquisition de SuSE éditeur de distributions GNU/Linux
- 2005 : lancement du projet Hula (Hula project, groupware) en open source (projet arrêté en 2006)
- 2010 : la société The Attachmate Group acquiert Novell pour 2,2 milliards de dollars[7]. En parallèle, Novell cède 882 de ses brevets à la holding CPTN (en)[8], un consortium de compagnies organisé par Microsoft Corporation, pour 450 millions de dollars.
- 2014 : la compagnie disparaît lors du rachat de sa maison mère - The Attachmate Group - par l'entreprise anglaise Micro Focus

En 2006, Novell annonçait que la décroissance de son chiffre d'affaires traditionnel n'était pas encore compensée par la montée en puissance de ses activités avec SuSE Linux, mais que le développement de ses activités sur les marchés émergents (dont la Chine) lui permettait d'envisager l'avenir sans crainte majeure.
- Chiffre d'affaires 2004 : 290 millions de dollars
- Chiffre d'affaires 2005 : 274 millions de dollars

Depuis les quelques années précédant son rachat par Attachmate, Novell se positionnait partiellement sur le marché des logiciels libres. Le 3 novembre 2006, Novell a signé un accord historique avec la société Microsoft portant sur trois volets : l'amélioration de l'interopérabilité de SuSE avec Microsoft Windows, une licence réciproque sur l'utilisation des brevets et un accord sur la commercialisation et la promotion des deux solutions. Cet accord est renouvelé en 2011 pour cinq ans par SUSE.